# Tummen
Tummen är en tecknad figur skapad av Inger och Lasse Sandberg. Tummen är en huvudfoting ritad utifrån ett tumavtryck och är huvudperson i ett antal böcker och kortfilmer.
Han bor med sin mamma i ett litet hus på en äng.

## Böcker om Tummen[2]
- 1978 – Tummens resa
- 1980 – Tummens mamma slutar röka
- 1980 – Tummen tittar på natten
- 1980 – Tummen får en vän
- 1982 – Tummen och tossingarna
- 1984 – Tummesagor
- 1986 – Tummen och Gullet tittar på världen
- 2003 – Tummens kalas
- 2008 – Tummen och Dockis
- 2011 – Tummen leker

## Filmatiseringar

### TV-serier
1978 samarbetade Inger och Lasse Sandberg med SVT och producerade den animerade TV-serien "Tummen och Tummens mamma". Inger gjorde berättarrösten och Lasse ritade teckningarna och SVT:s animatör Lennart Bång gjorde animationerna. Musiken gjorde av Björn Isfält.
- Avsnitt 1 I Blåbärsskogen
- Avsnitt 2 Luftfärder
- Avsnitt 3 Tummens mamma slutar röka
- Avsnitt 4 Tummen reser från vintern
- Avsnitt 5 Flaskposten
- Avsnitt 6 Tummen får en vän
- Avsnitt 7 Sandslottet
- Avsnitt 8 Släktingarna
- Avsnitt 9 Tummen tittar på natten
- Avsnitt 10 Musikmaskinen

1983 genomförde paret Sandberg ytterligare ett samarbete med SVT och producerade TV-serien Tummesagor i 10 avsnitt. Även här var Inger Sandberg berättarrösten och Lasse Sandberg ritade bilderna.
- Avsnitt 1 Tummen är barnvakt
- Avsnitt 2 Tummen och dammet
- Avsnitt 3 Tummens boll kommer bort
- Avsnitt 4 Tummen och tossingarna
- Avsnitt 5 Dockis kommer till Tummen
- Avsnitt 6 Tummen och Dockis hittar en spikfångare
- Avsnitt 7 Tummen och Dockis badar
- Avsnitt 8 Tummen och Dockis letar mjuka saker
- Avsnitt 9 Tummen och Dockis jagar en bro
- Avsnitt 10 Dockis piper i skogen

### Filmer
Det har gjorts ett KnatteBio-paket av de fem första avsnitten från SVT-serien från 1978. Avsnitten digitaliserades av Värmlands Biografnätverk och Cinecct Sweden med stöd av Region Värmland. De förfinades med AI-teknik och skalades upp till 4K.
Det planeras en uppföljare under 2024 med resterande fem avsnitt.
- 2023 – Tummen & Tummens Mamma
- 2024 – TBA Uppföljare på Tummen & Tummens Mamma